# Vincent Tran tam Tinh
Vincent Tran tam Tinh (* 19. April 1929 in Nam Định) ist ein vietnamesisch-kanadischer Klassischer Archäologe und katholischer Geistlicher.

## Leben
Tran tam Tinh wurde in Vietnam als einziger Sohn einer katholischen Familie geboren und besuchte zunächst die örtliche Schule und anschließend das Päpstliche Seminar Saint-Albert le Grand in Nam Định. Nach dem Schulabschluss studierte er Latein und vietnamesische Literatur am Collège My Duc in Thái Bình, dann Theologie wieder in Nam Định. Er setzte seine Ausbildung an der Niederlassung der Dominikaner in Hongkong und anschließend in Rom fort, wo er 1960 an der Päpstlichen Lateranuniversität zum Doktor utriusque iuris („beider Rechte“, also des Privatrechts und des Kirchenrechts) promoviert wurde.
In dieser Zeit wandte er sich auch der Geschichtswissenschaft und der Archäologie zu und verfasste an der Universität Freiburg in der Schweiz seine zweite Dissertation bei Lilly Kahil. In dieser Arbeit untersuchte er den Isiskult in Pompeji. Anschließend ging er nach Paris an das Centre national de la recherche scientifique und besuchte gleichzeitig Veranstaltungen an der École pratique des hautes études. Ehrenamtlich war er darüber hinaus in der Arbeitsgruppe um Pierre Devambez am Louvre tätig.
1964 siedelte er schließlich nach Kanada über, wo er als Dozent und Titularprofessor an der Universität Laval in Québec tätig wurde. 1994 trat er dort in den Ruhestand. Neben seiner wissenschaftlichen Arbeit war Tinh in seinem Herkunftsland Vietnam an karitativen Projekten beteiligt und Gründungsmitglied der 1977 entstandenen Hilfsorganisation Fraternité Vietnam.

## Forschungen
Besonderer Arbeitsschwerpunkt von Tran tam Tinh ist die Verehrung orientalischer Gottheiten und speziell der Göttin Isis in der antiken Welt. Diesem Thema widmete er mehrere bedeutende Studien. Zum Lexicon Iconographicum Mythologiae Classicae steuerte er einige Artikel bei und war Vertreter Kanadas im wissenschaftlichen Komitee des Lexikons. Daneben legte er unter anderem Untersuchungen zu antiken Öllampen und Wandmalereien vor.
Tran war an den Ausgrabungen von Jean des Gagniers, Lilly Kahil und René Ginouvès in der antiken zyprischen Stadt Soloi beteiligt, wo er eine frühchristliche Basilika freilegte und 1985 publizierte. Außerdem führte er in Herculaneum Ausgrabungen in der Casa dei Cervi durch, deren Ergebnisse 1988 publiziert wurden.

## Ehrungen
- 1973: Tatiana Warscher Award der American Academy in Rome für seine Forschungen zu Pompeji
- 1979: Prix Gustave Mendel der Académie des inscriptions et belles-lettres
- 1985: Aufnahme in die Royal Society of Canada

## Schriften (Auswahl)
- Essai sur le culte d’Isis à Pompéi. De Boccard, Paris 1964.
- Le culte des divinités orientales à Herculanum (= Etudes préliminaires aux religions orientales dans l’Empire romain. Band 17). E. J. Brill, Leiden 1971.
- Le culte des divinités orientales en Campanie en dehors de Pompéi, et d’Herculanum (= Etudes préliminaires aux religions orientales dans l’Empire romain. Band 27). E. J. Brill, Leiden 1972.
- mit Y. Labrecque: Isis lactans. Corpus des monuments gréco-romains d’Isis allaitant Harpocrate (= Etudes préliminaires aux religions orientales dans l’Empire romain. Band 37). E. J. Brill, Leiden 1973.
- Catalogue des peintures romaines du Musée du Louvre. Éditions des Musées nationaux et Centre national de la Recherche Scientifique, Paris 1975.
- I Cattolici nella storia del Vietnam. Coines, Rom 1975.
- Du colonialisme au socialisme. Dossier sur l’église au Viet-Nam. Montréal 1977.
- Dieu et César. Sud-Est Asie, Paris 1978.
- Sérapis debout. Corpus des monuments de Sérapis debout et Étude iconographique (= Etudes préliminaires aux religions orientales dans l’Empire romain. Band 94). E. J. Brill, Leiden 1983.
- mit Jean des Gagniers: Soloi. Dix campagnes de fouilles (1964–1974). Band 1, Presses de l’Université Laval, Québec 1985, ISBN 2-7637-7051-7.
- La casa dei Cervi a Herculanum. Giorgio Bretschneider, Rom 1988, ISBN 88-7689-014-9.
- mit Marie-Odile Jentel: Corpus des lampes antiques au Québec. Band 1: Université Laval, Québec: Centre muséographique et Collection H (= Hier pour aujourd’hui. Band 4). Éditions Hier pour aujourd’hui, Québec 1991.
- Catalogue des lampes à sujets isiaques du Musée gréco-romain d’Alexandrie (= Hier pour aujourd’hui. Band 5). Éditions Hier pour aujourd’hui, Québec 1993.